# فرنسيس هوبارت هيريك
فرنسيس هوبارت هيريك (بالإنجليزية: Francis Hobart Herrick)‏ هو رسام وعالم طيور أمريكي، ولد في 19 نوفمبر 1858، وتوفي في 11 سبتمبر 1940.